# かつらぎ西インターチェンジ
かつらぎ西インターチェンジ（かつらぎにしインターチェンジ）は、和歌山県伊都郡かつらぎ町にある京奈和自動車道（紀北東道路）のインターチェンジ（地域活性化インターチェンジ）である。本稿では併設されているかつらぎ西パーキングエリア（道の駅かつらぎ西）についても記述する。

## 概要
紀北東道路の計画時点では、パーキングエリアのみの設置が予定されていたが、2013年6月11日にパーキングエリアへの追加インターチェンジの設置が許可され、パーキングエリアを併設するインターチェンジとなった。仮称は、ICは「かつらぎPAインターチェンジ」、PAは「かつらぎパーキングエリア」であった。2014年3月30日に、紀北かつらぎIC - 紀の川IC間開通に伴い供用開始された。また、2015年5月1日に道の駅「かつらぎ西」がオープンした。

## 歴史

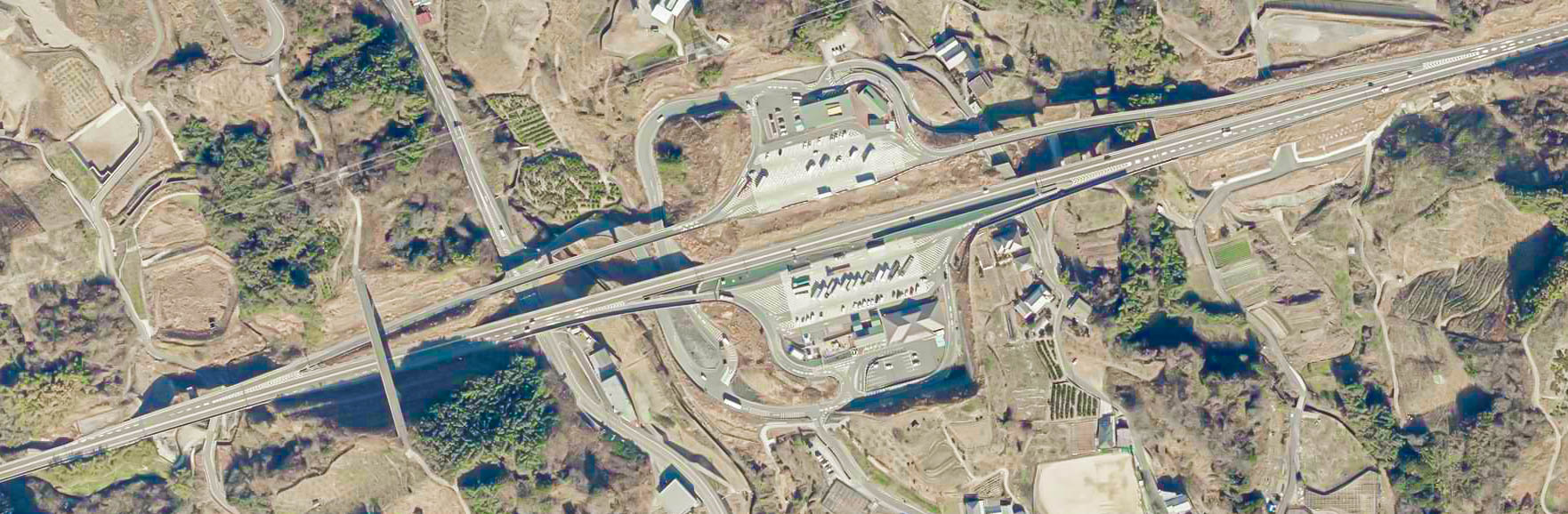
かつらぎ西IC、併設のPAの空中写真（2022年）

- 2013年（平成25年）6月11日 : 「かつらぎPA」へのIC追加を国土交通相が認可[2]。
- 2013年（平成25年）10月17日 : IC名称を「かつらぎPAインターチェンジ」から「かつらぎ西IC」に、併設されるPAの名称を「かつらぎPA」から「かつらぎ西PA」にそれぞれ正式決定[5]。
- 2014年（平成26年）3月30日 : 紀北かつらぎIC - 紀の川IC間開通に伴い供用開始。
- 2015年（平成27年）5月1日：パーキングエリア内に道の駅「かつらぎ西」が供用開始。

## 周辺
- 笠田駅（JR和歌山線）
- 宝来山神社
- 和歌山県立笠田高等学校
- 道の駅紀ノ川万葉の里
- 道の駅くしがきの里

## 接続する道路
- 直接接続
  - 和歌山県道125号那賀かつらぎ線

- 間接接続
  - 国道480号（父鬼バイパス・平道路）

## 料金所
無料区間のため設置されていない。

## かつらぎ西パーキングエリア

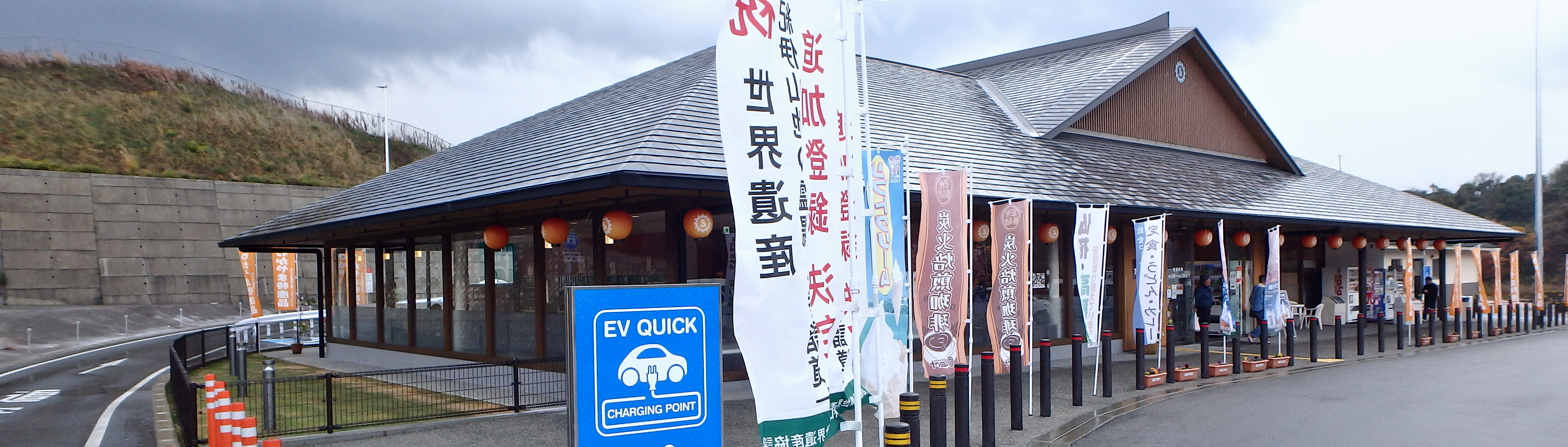
下り施設

2015年5月1日に道の駅かつらぎ西がかつらぎ西パーキングエリア上り線内にオープンした。下り線からもかつらぎ西ICから一般道を経由して利用することができる。
2016年2月には下り線内にかつらぎ町商工会のアンテナショップがオープンした。

### 上り線（橋本・奈良方面）
- 道の駅かつらぎ西
  - 物産販売所
  - 飲食コーナー
  - 観光・道路情報コーナー
- 駐車場
  - 大型　20台
  - 小型　35台(内2台は身障者用)

- トイレ
- 自動販売機
- 公衆電話　1台

### 下り線（紀の川・和歌山・阪和道方面）
- 駐車場
  - 大型　14台
  - 小型　23台(内1台は身障者用)
- トイレ
- 自動販売機
- かつらぎ町商工会のアンテナショップ（こちらは、道の駅ではない。）
  - 物産販売所
  - 飲食コーナー

## 隣
E24 京奈和自動車道（紀北東道路）
(16)紀北かつらぎIC - (17)かつらぎ西IC/PA - (18)紀の川東IC

## 関連記事
- 日本のインターチェンジ一覧 か行
- 日本のサービスエリア・パーキングエリア一覧
- 道の駅一覧 近畿地方
- 道の駅一覧 か行